# Michnice
Michnice je malá vesnice, část obce Rožmitál na Šumavě v okrese Český Krumlov. Nachází se asi dva kilometry severovýchodně od Rožmitálu na Šumavě. Michnice leží v katastrálním území Hněvanov o výměře 13,8 km².

## Historie
Jméno Michnice (Michnitz) pochází z vlastního jména Michna, znamená tedy, že se jedná o ves lidí Michnových. Původní tvrz, resp. dvůr,  společně s vesnicí byla poprvé připomínána v roce 1259, obývali ji zemané z rodu Doudlebských a Jivnovských. Na konci 14. století tvrz vlastnil Mikšík z Michnic, jehož potomci se nazývali Pouzary z Michnic. Roku 1602 koupil vesnici s tvrzí Petr Vok z Rožmberka a o sedm let později je věnoval svému synovci Janu Zrinskému ze Serynu. Vesnice zůstala součástí rožmberského panství, tvrz byla pravděpodobně odprodána. Poslední zpráva o tvrzi se datuje k roku 1615.

## Pamětihodnosti
- Dům čp. 1 v nároží rozlehlého hospodářského dvora v jihozápadní části vesnice je tvrz, kterou  v gotickém  slohu pravděpodobně nechal postavit Jindřich Pouzar z Michnic a která je poprvé zmíněna v roce 1597. Dochovaná podoba je výsledkem renesanční přestavby. V budově se zachovaly valeně zaklenuté místnosti, z nichž jedna sloužila jako černá kuchyně.[5][6]
- Michnická lípa, památný strom
- Socha svatého Jana Nepomuckého

## Osobnosti
- Ignaz Depil (1793–1867), během revolučního roku 1848 poslanec Říšského sněmu